# Йован, Славица
Славица Йован (серб. Славица Јован / Slavica Jovan) — актриса, бывшая сербская модель, наиболее известна в роли божества Гозер в фильме «Охотники за привидениями». Коллега по съёмочной площадке Билл Мюррей шутливо говорил, что фраза «Выбирайте и погибайте» (англ. «choose and perish»), произнесенная Славицей со славянским акцентом звучала, как «Евреи и ягоды» (англ. «Jews and berries») (в итоге её голос дублировала Пэдди Эдвардс).

## Фильмография
| Год  |   | Русское название         | Оригинальное название | Роль                   |
| ---- | - | ------------------------ | --------------------- | ---------------------- |
| 1980 | с | Героин                   | Skag                  | модель                 |
| 1984 | ф | Охотники за привидениями | Ghostbusters          | Гозер                  |
| 1984 | ф | Подставное тело          | Body Double           | продавщица             |
| 1988 | ф | Кустари                  | Tapeheads             | Тиш                    |
| 1990 | ф | Проект Иуда              | The Judas Project     | Аса                    |
| 1991 | с | Пламя Габриэля           | Gabriel's Fire        | женщина Батлера        |
| 1993 | с | Темное правосудие        | Dark Justice          | Лаура                  |
| 1997 | ф | Телепат                  | Stir                  | Джипси                 |
| 1999 | ф | Дом ночных призраков     | House on Haunted Hill | медсестра              |
| 2015 | ф | Рыцарь кубков            | Knight of Cups        | гадалка с картами Таро |